# Pristomerus chinensis
Pristomerus chinensis là một loài tò vò trong họ Ichneumonidae.